# Alps Bernesos

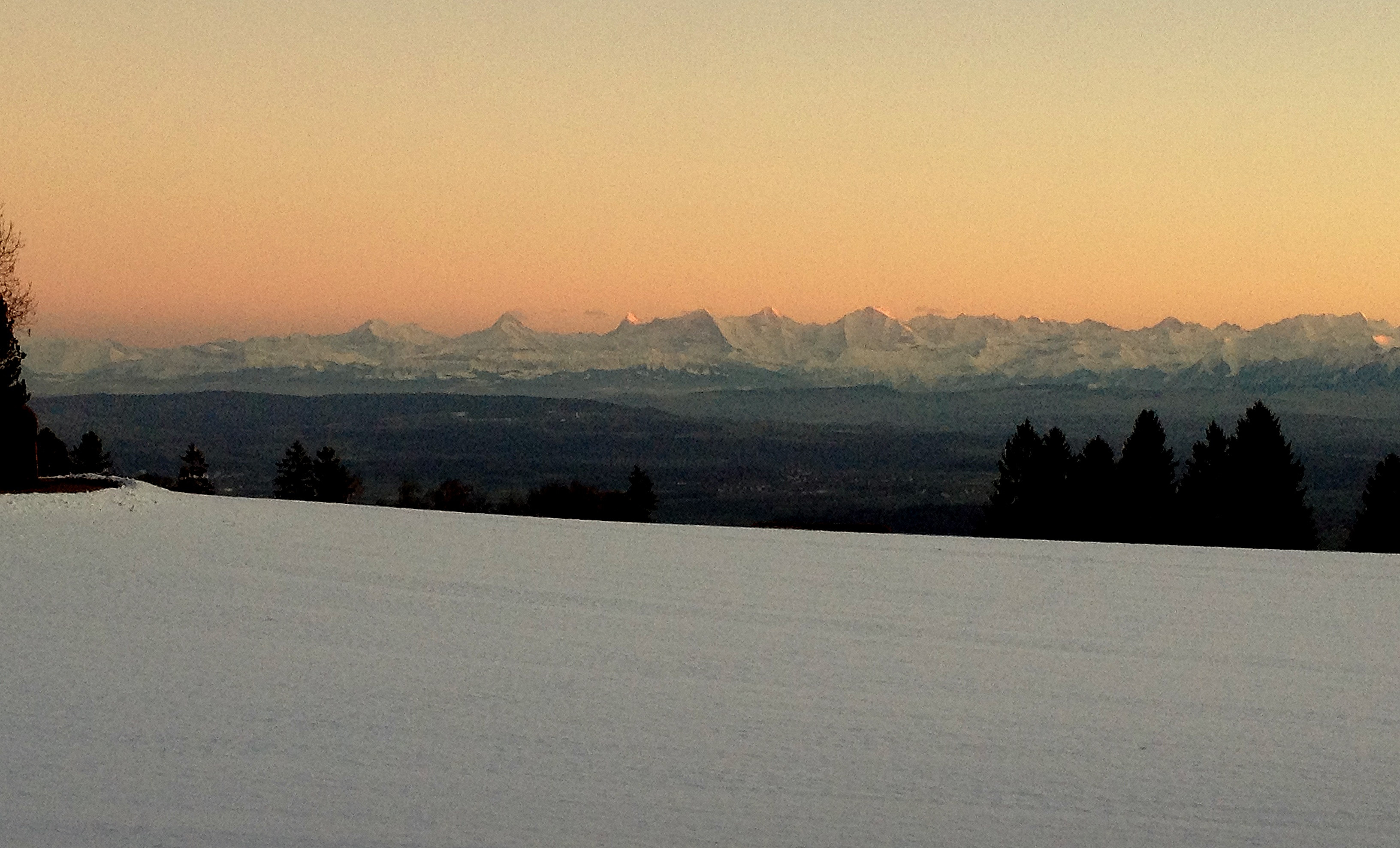
Alps Bernesos des del Jura de Berna

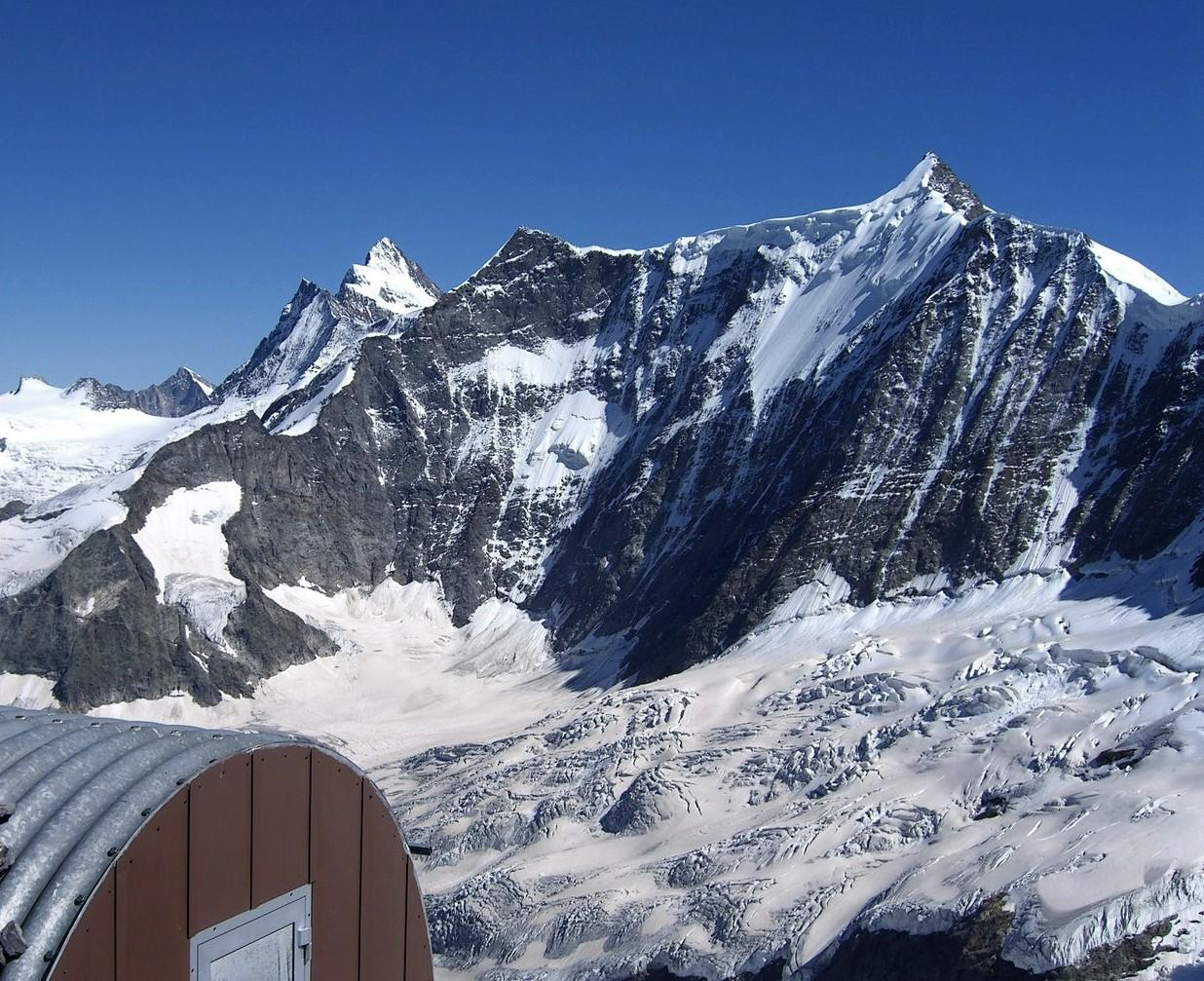
Cara nord del Gross Fiescherhorn

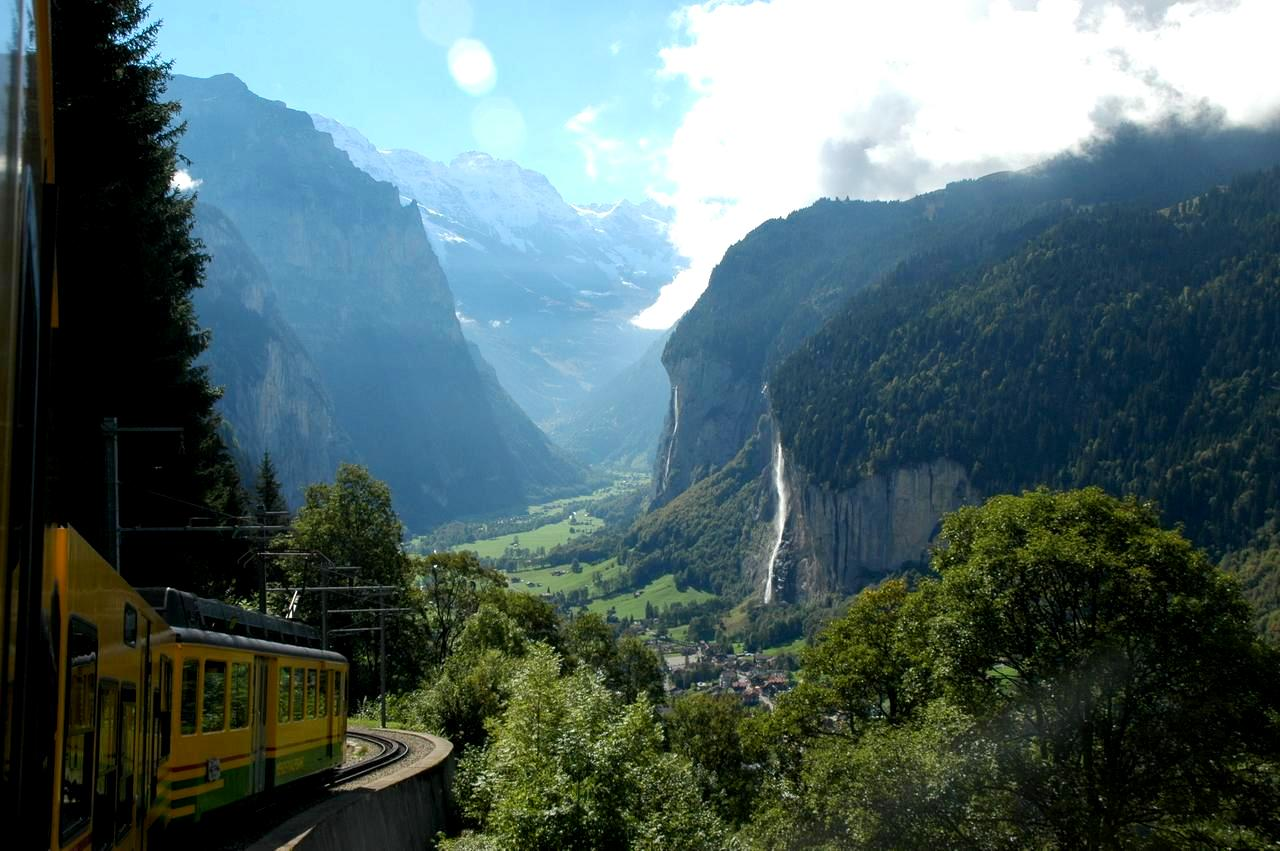
Vall de Lauterbrunnen

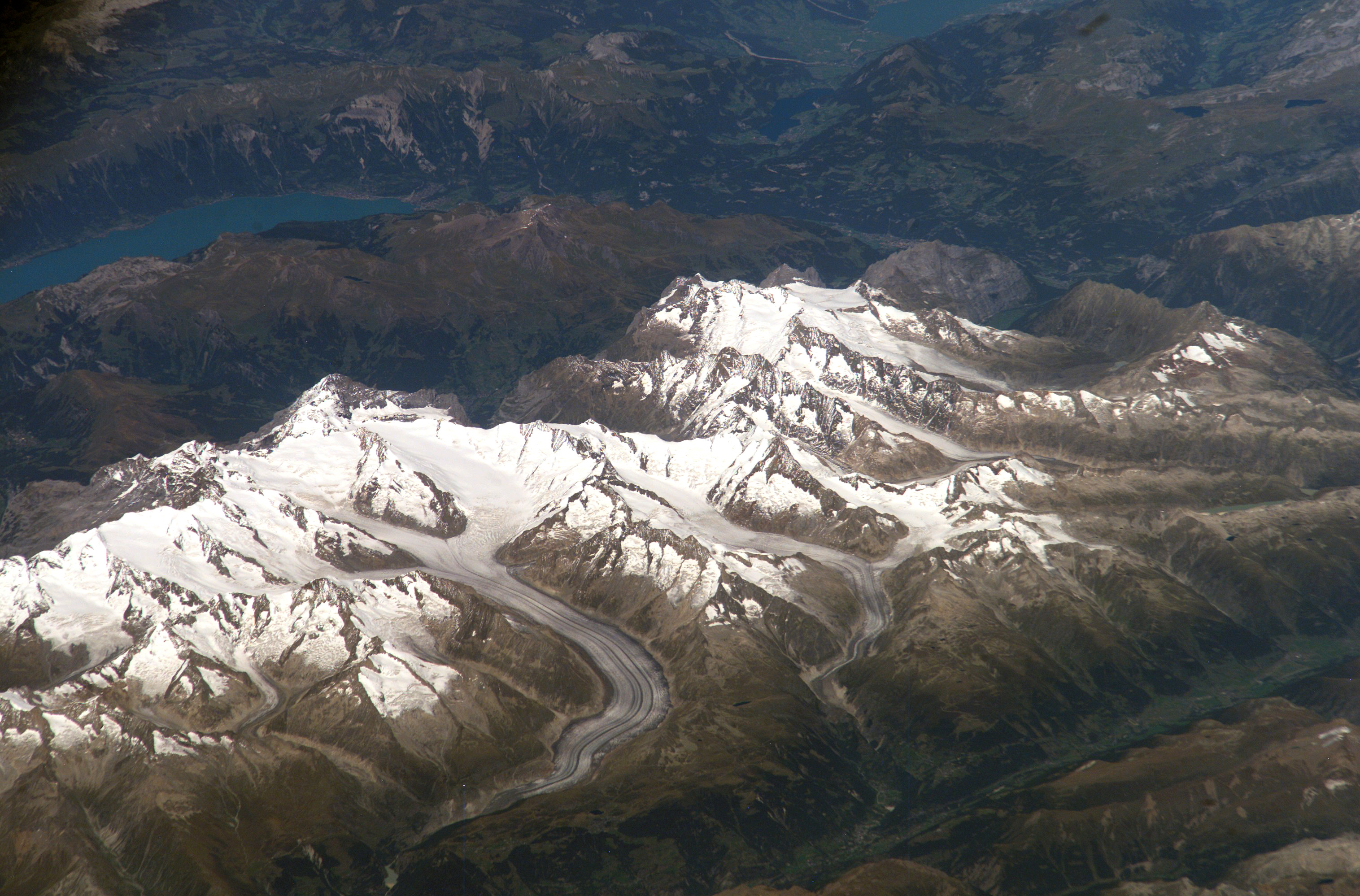
Jungfrau-Aletsch area vista des de l'espai

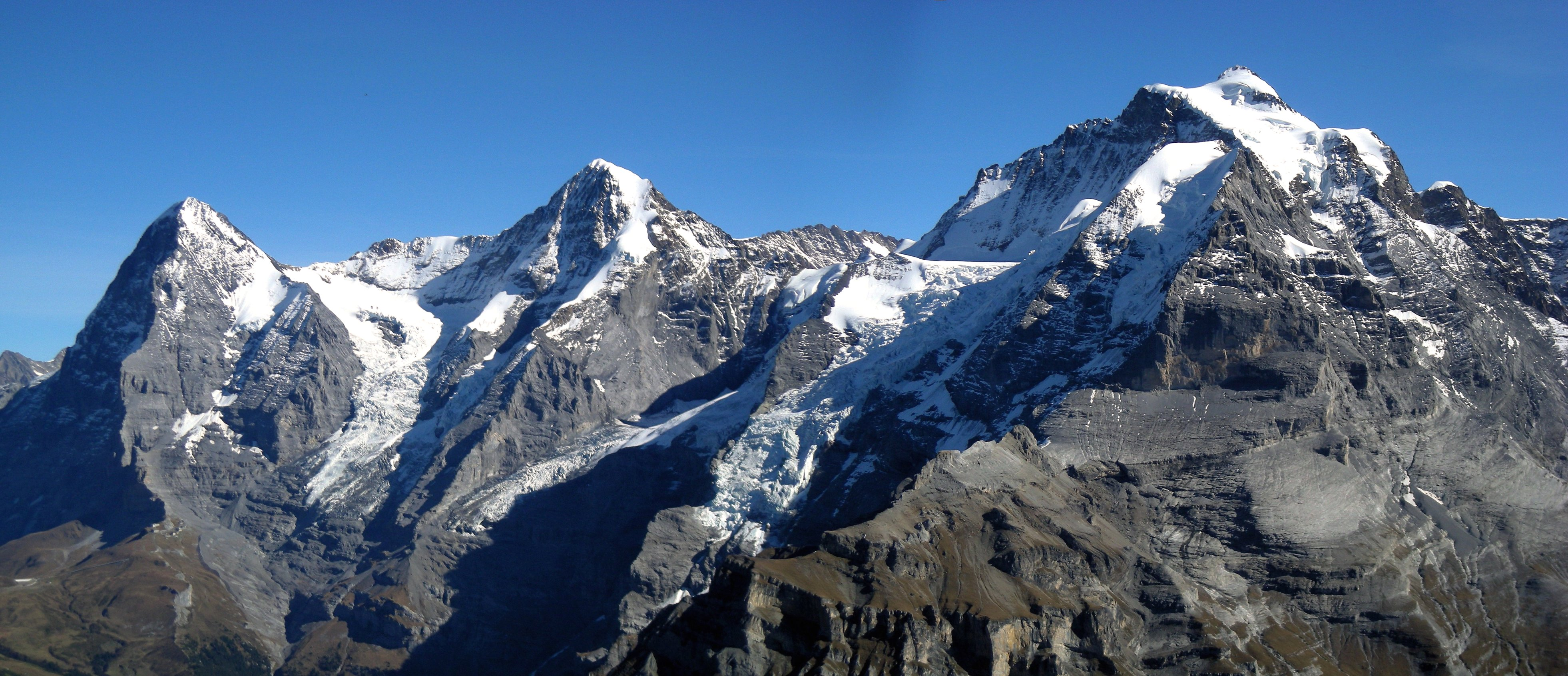
Eiger, Mönch i Jungfrau

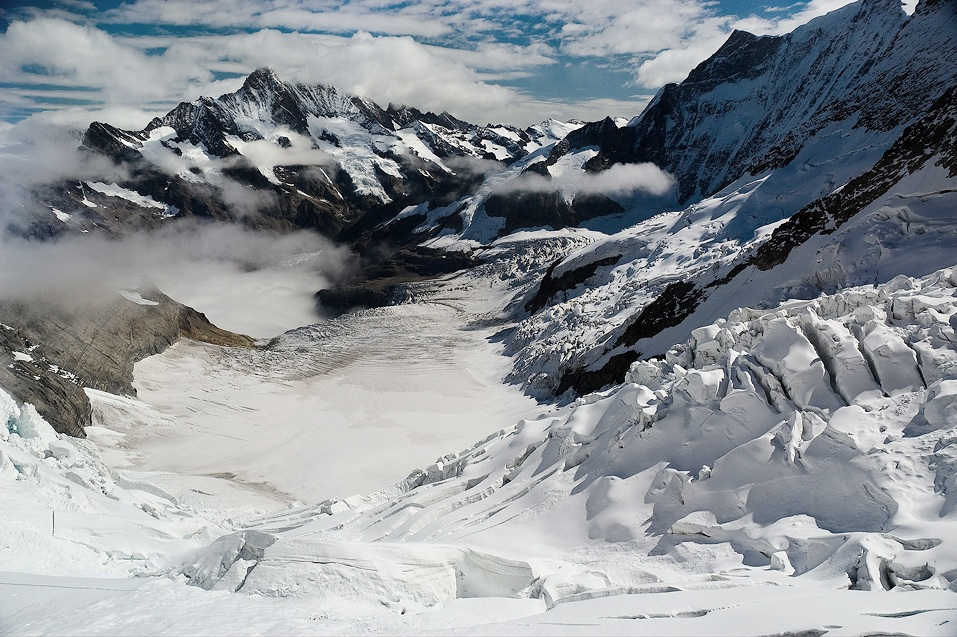
Eismeer

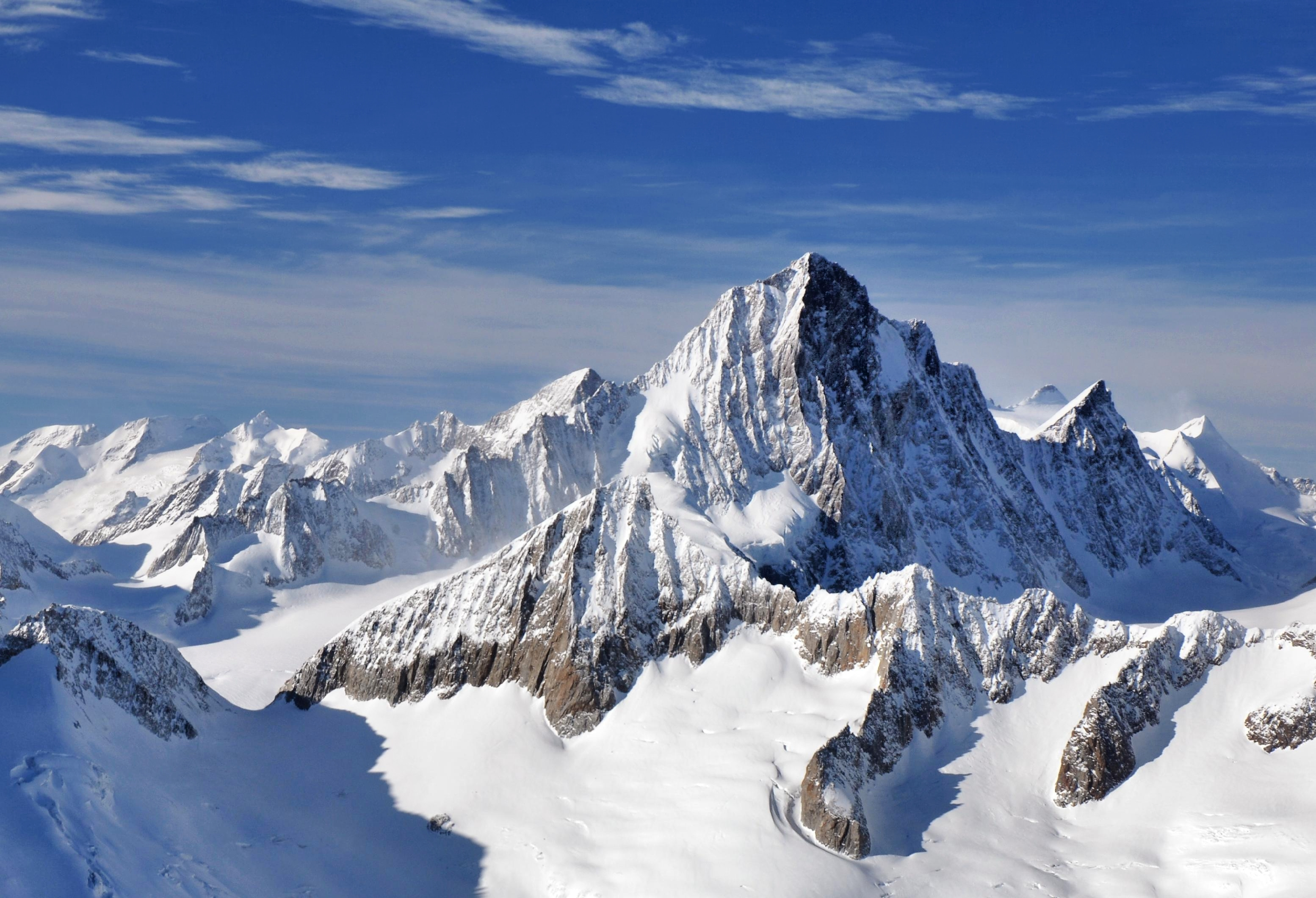
Finsteraarhorn

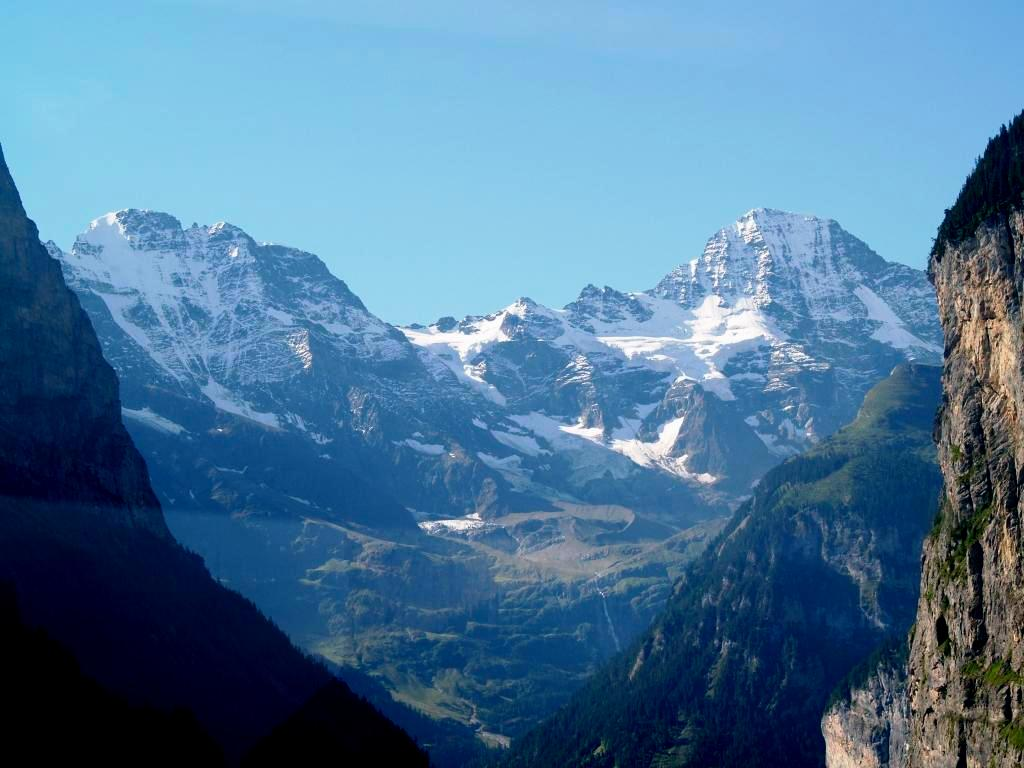
Lauterbrunnental

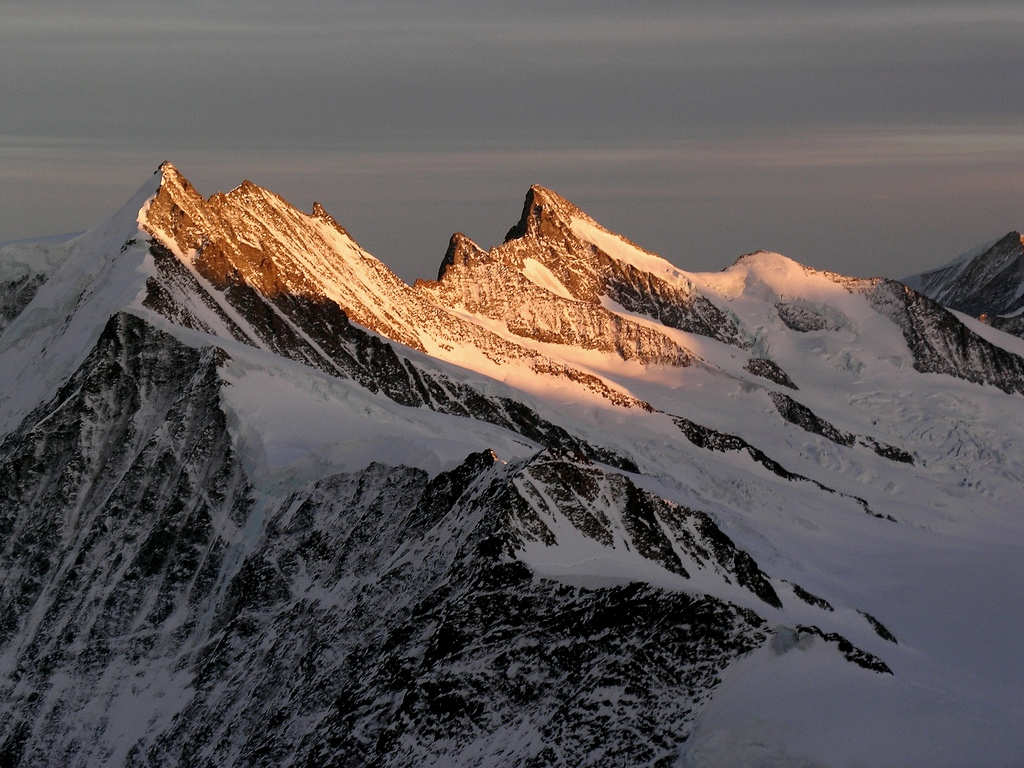
Grünhorn

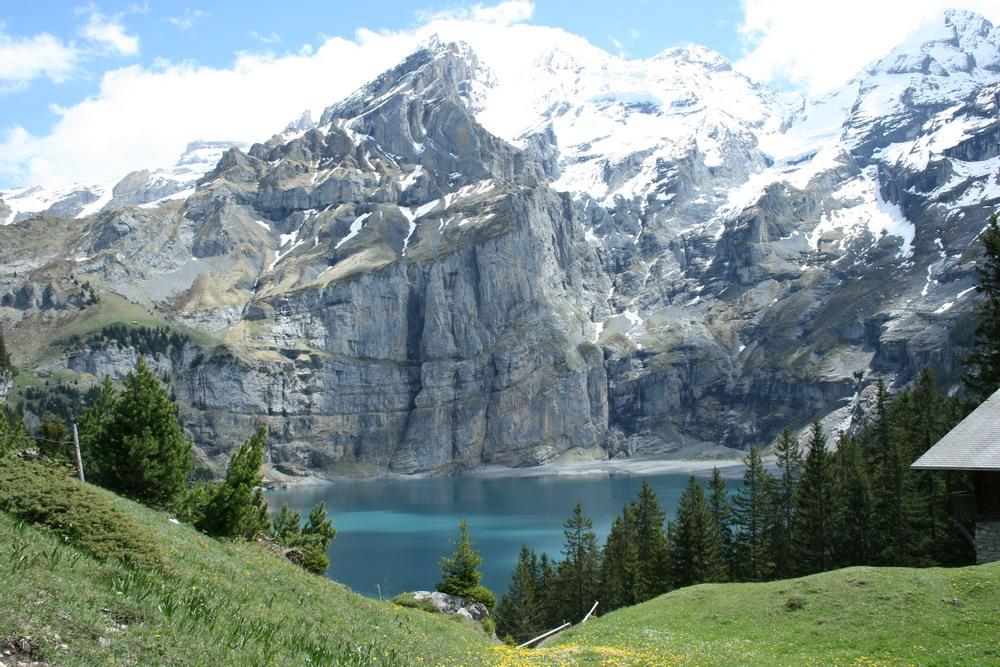
Llac Oeschinen

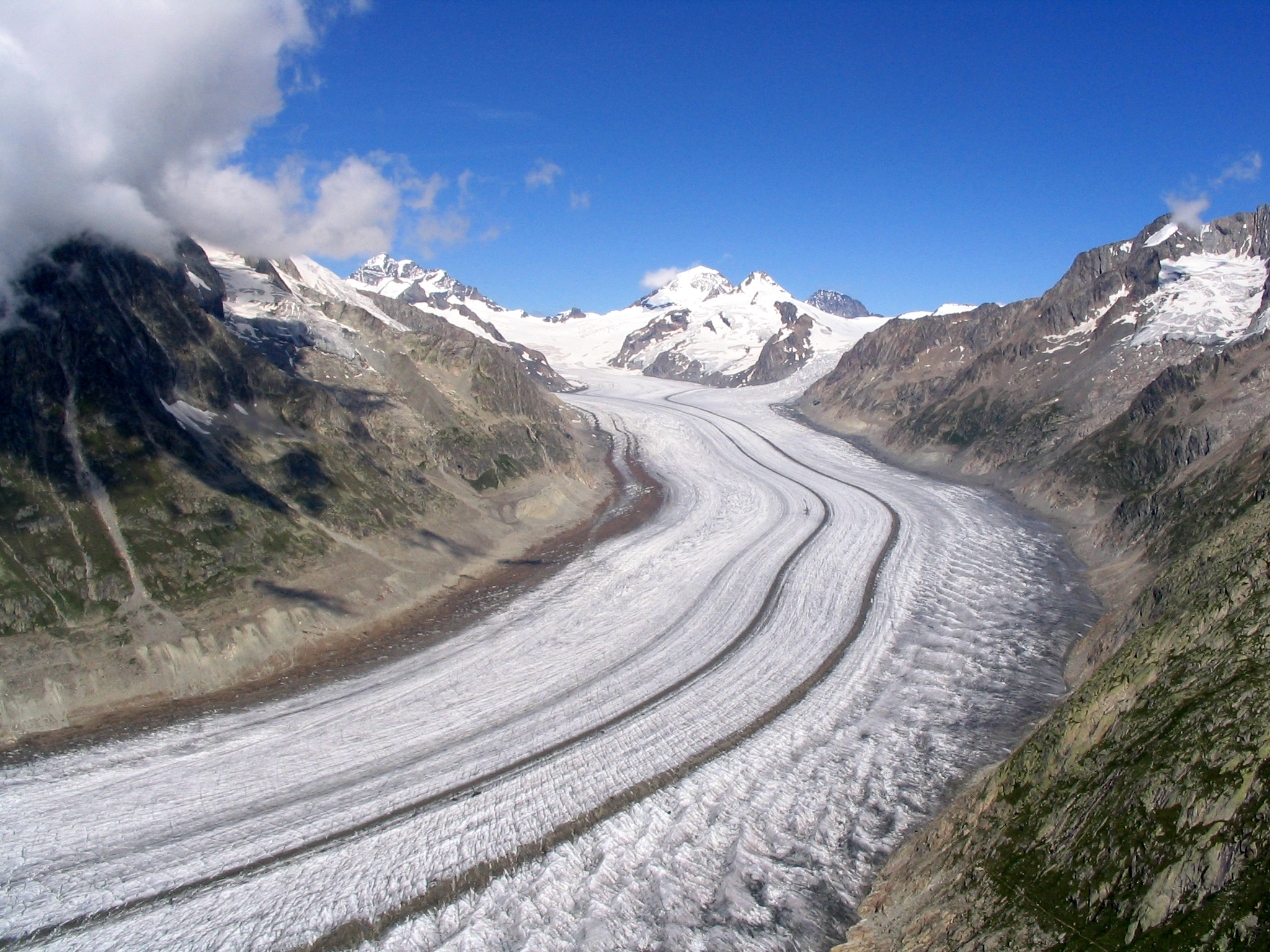
Glacera d'Aletsch

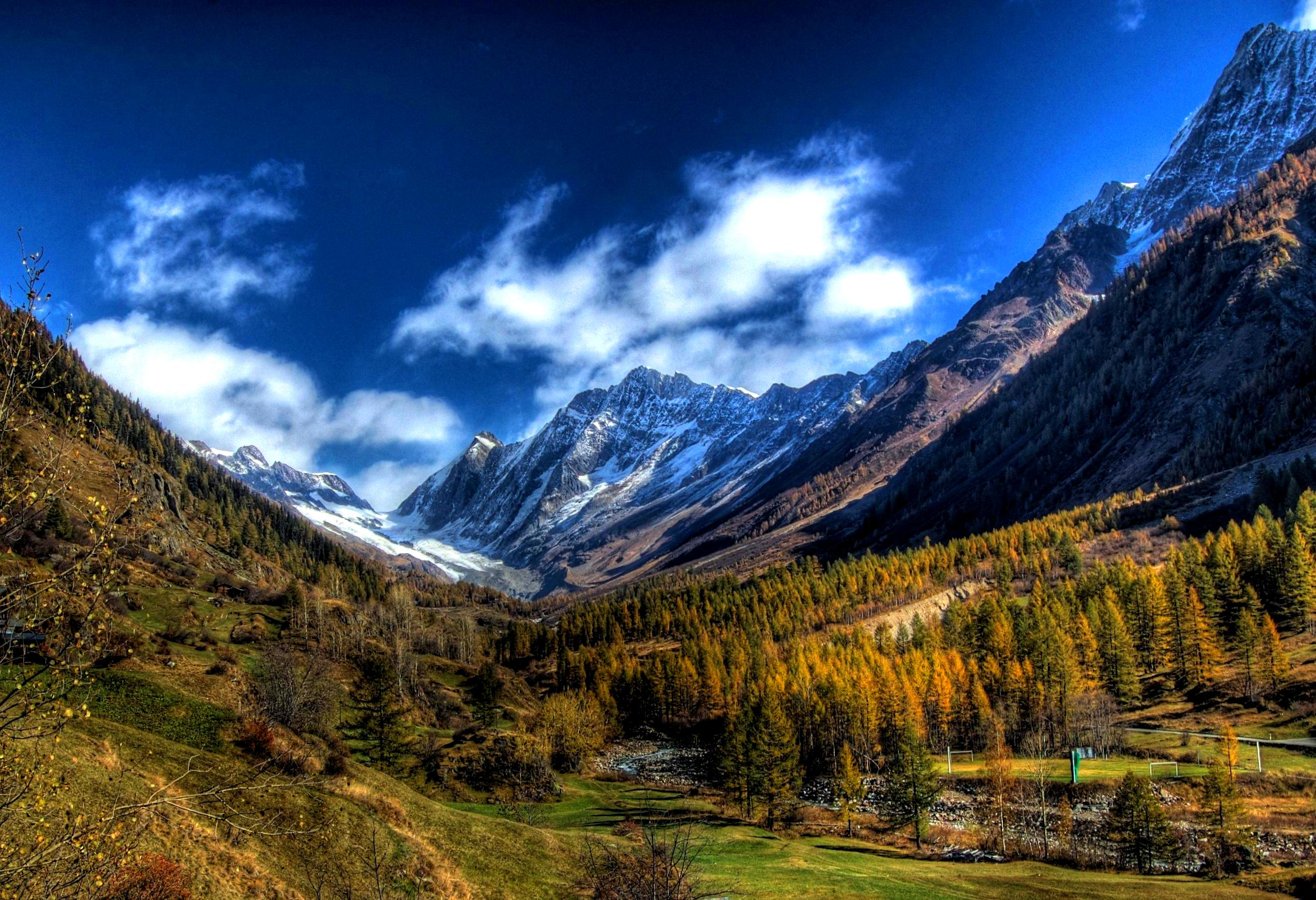
Lötschental

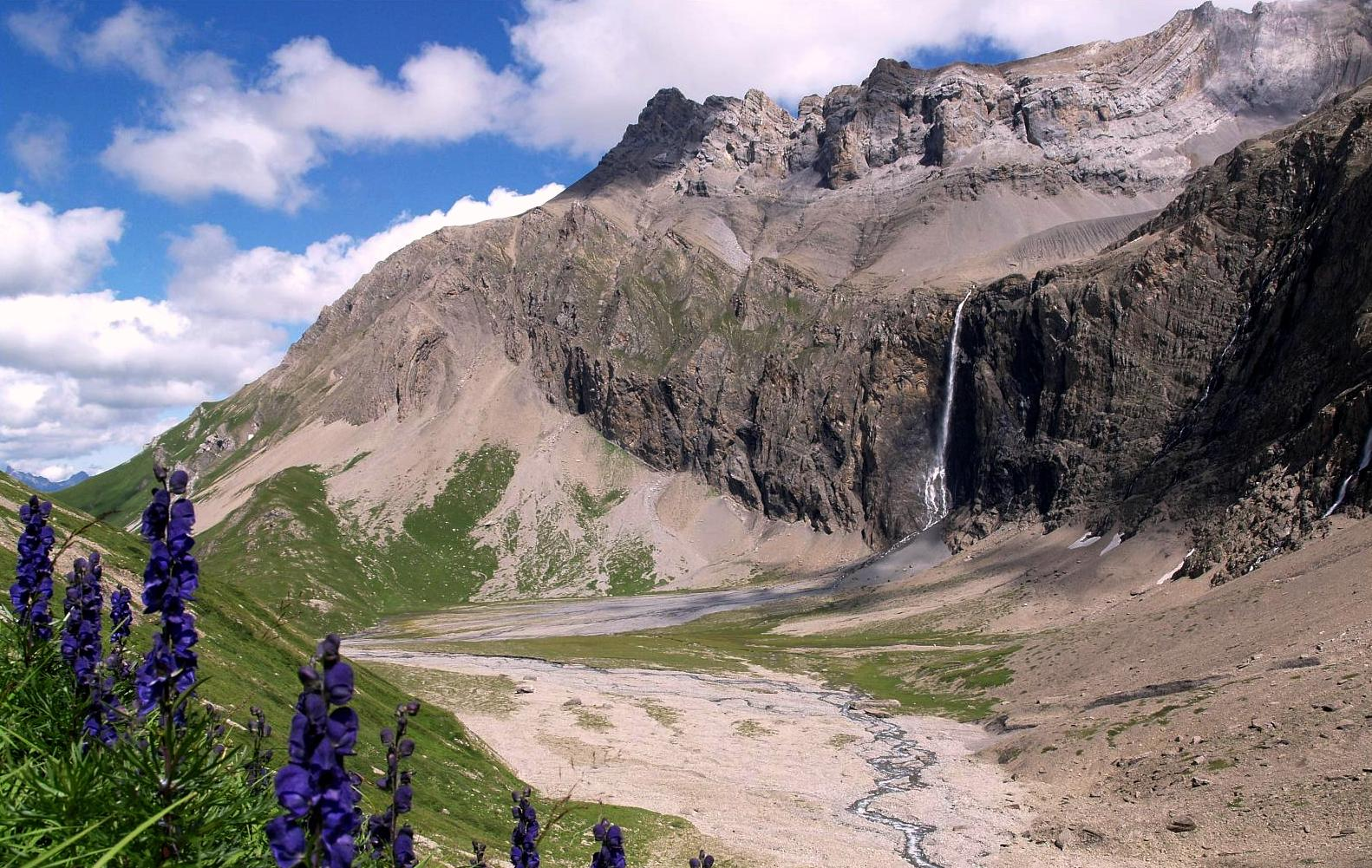
Rottal

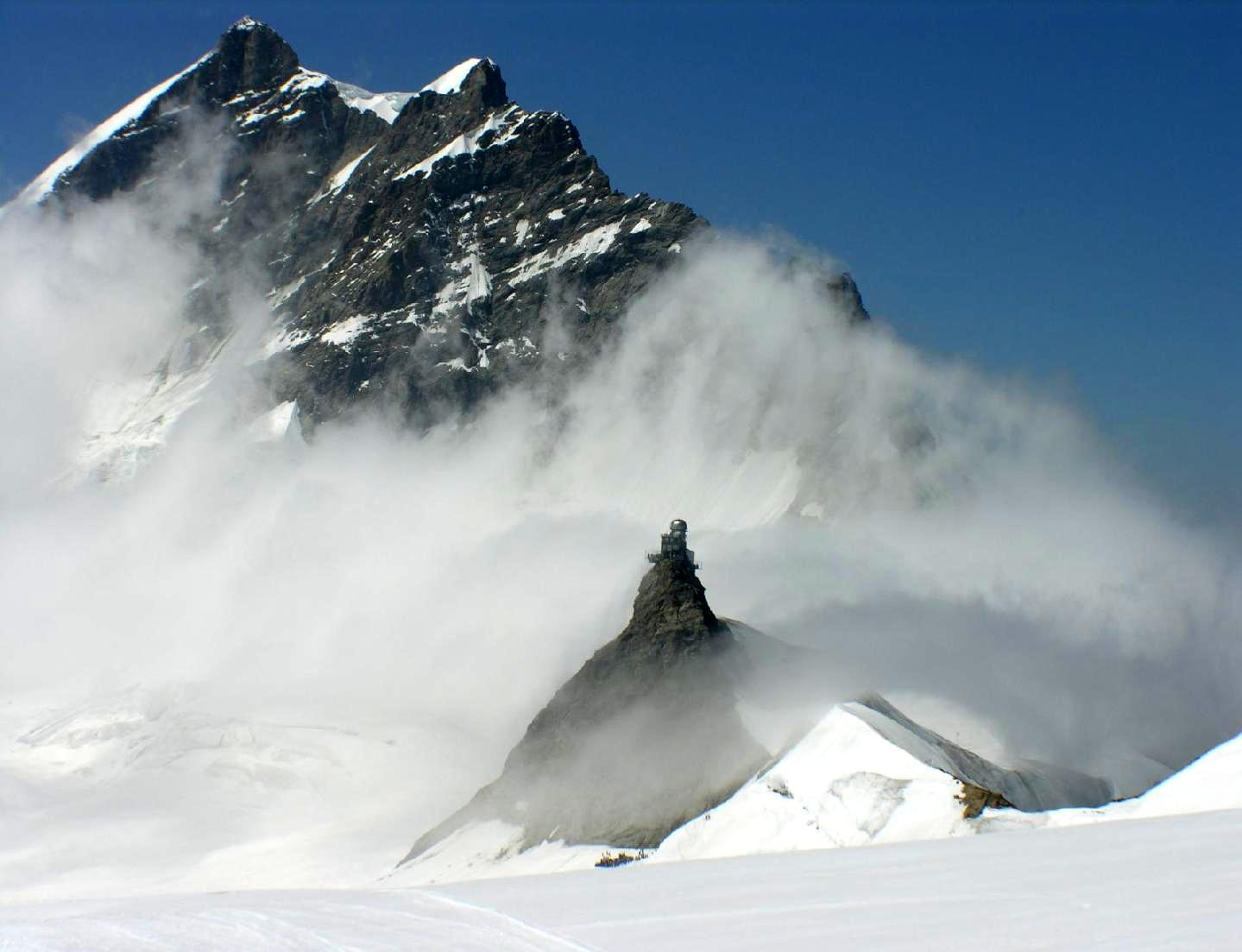
"Top of Europe" Jungfraujoch

Els Alps Bernesos són un grup de serralades muntanyoses a la part occidental dels Alps de Suïssa. Encara que el nom suggereix que es troben a la regió de l'Oberland del cantó de Berna, els Alps Bernesos s'estenen també als cantons adjacents del Valais, Lucerna, Obwalden, Fribourg i Vaud. Aquests últims s'anomenen informalment Alps de Vaud i Alps de Fribourg, respectivament.
La vall del Roine els separa del massís del Chablais a l'oest i dels Alps Penins al sud. La vall del Roine superior els separa dels Alps Lepontins al sud-est, el pas de Grimsel i la vall de l'Aar els separa dels Alps Urinesos a l'est. El límit nord no està tan ben definit, i descriu una línia més o menys des del llac de Ginebra al llac dels Quatre Cantons.
Els Alps Bernesos drenen pel riu Aar i el seu afluent Sarine al nord, el Roine al sud i el Reuss a l'est.

## Patrimoni de la HumanitatAlps suïssos Jungfrau-Aletsch- UNESCO
El domini Alps suïssos Jungfrau-Aletsch se situa a la zona oriental dels Alps Bernesos, a la regió més glacial dels Alps. Fou designada Patrimoni de la Humanitat per la UNESCO el 2001, i fou posteriorment expandida el 2007. El seu nom fa referència a la glacera d'Aletsch i al cim de la Jungfrau. El domini actual (després de l'expansió) inclou altres grans valls glacials com la glacera Fiescher i les del Aar.

## Cims
Els principals cims dels Alps Bernesos són:
| Name                      | Altitud (msnm) | Altitud (msnm) |
| ------------------------- | -------------- | -------------- |
| Finsteraarhorn            | 4,274 m        |                |
| Aletschhorn               | 4,182 m        |                |
| Jungfrau                  | 4,166 m        |                |
| Mönch                     | 4,105 m        |                |
| Schreckhorn               | 4,080 m        |                |
| Grosses Fiescherhorn      | 4,049 m        |                |
| Grünhorn                  | 4,043 m        |                |
| Lauteraarhorn             | 4,042 m        |                |
| Hinter Fiescherhorn       | 4,025 m        |                |
| Gletscherhorn             | 3,983 m        |                |
| Eiger                     | 3,970 m        |                |
| Rottalhorn                | 3,969 m        |                |
| Ebnefluh                  | 3,962 m        |                |
| Agassizhorn               | 3,946 m        |                |
| Bietschhorn               | 3,934 m        |                |
| Trugberg                  | 3,933 m        |                |
| Klein Grünhorn            | 3,913 m        |                |
| Gross Wannenhorn          | 3,905 m        |                |
| Klein Fiescherhorn        | 3,895 m        |                |
| Mittaghorn                | 3,892 m        |                |
| Fiescher Gabelhorn        | 3,876 m        |                |
| Nesthorn                  | 3,820 m        |                |
| Dreieckhorn               | 3,811 m        |                |
| Schinhorn                 | 3,797 m        |                |
| Breithorn (Lötschental)   | 3,785 m        |                |
| Breithorn (Lauterbrunnen) | 3,779 m        |                |
| Grosshorn                 | 3,754 m        |                |
| Sattelhorn                | 3,745 m        |                |
| Wetterhorn                | 3,708 m        |                |
| Balmhorn                  | 3,698 m        |                |
| Silberhorn                | 3,695 m        |                |
| Blüemlisalphorn           | 3,671 m        |                |
| Doldenhorn                | 3,647 m        |                |
| Altels                    | 3,636 m        |                |
| Tschingelhorn             | 3,562 m        |                |
| Gspaltenhorn              | 3,442 m        |                |
| Gross Hühnerstock         | 3,348 m        |                |
| Ewigschneehorn            | 3,331 m        |                |
| Ritzlihorn                | 3,282 m        |                |
| Wildhorn                  | 3,248 m        |                |
| Wildstrubel               | 3,243 m        |                |
| Diablerets                | 3,210 m        |                |
| Wellhorn                  | 3,196 m        |                |
| Mättenberg                | 3,107 m        |                |
| Löffelhorn                | 3,098 m        |                |
| Grand Muveran             | 3,061 m        |                |
| Sparrhorn                 | 3,026 m        |                |
| Torrenthorn               | 3,003 m        |                |
| Dent de Morcles           | 2,980 m        |                |
| Schilthorn                | 2,973 m        |                |
| Eggishorn                 | 2,934 m        |                |
| Uri-Rotstock              | 2,932 m        |                |
| Schwarzhorn               | 2,930 m        |                |
| Gross Sidelhorn           | 2,881 m        |                |
| Albristhorn               | 2,764 m        |                |
| Faulhorn                  | 2,683 m        |                |
| Gummfluh                  | 2,461 m        |                |
| Sulegg                    | 2,412 m        |                |
| Vanil Noir                | 2,395 m        |                |
| Niesen                    | 2,366 m        |                |
| Brienzer Rothorn          | 2,351 m        |                |
| Tour d'Aï                 | 2,334 m        |                |
| Hohgant                   | 2,202 m        |                |
| Stockhorn                 | 2,192 m        |                |
| Kaiseregg                 | 2,189 m        |                |
| Le Chamossaire            | 2,116 m        |                |
| Rochers de Naye           | 1,740 m        |                |
| Le Moléson                | 2,006 m        |                |
| Dent de Jaman             | 1,879 m        |                |

## Glaceres
Principals glaceres:
- Glacera d'Aletsch
- Fiescher Glacier
- Unteraar Glacier
- Lower Grindelwald Glacier
- Oberaletsch Glacier
- Mittelaletsch Glacier
- Gauli Glacier
- Lang Glacier
- Upper Grindelwald Glacier
- Kander Glacier
- Tschingel Glacier
- Rosenlaui Glacier
- Plaine Morte Glacier
- Wildstrubel Glacier
- Tsanfleuron Glacier
- Diablerets Glacier

## Colls i passos de muntanya
Els principals colls i passos de muntanya dels Alpse Bernesos són:
| Coll             | Localització                         | Tipus                               | Altura  | Altura    |
| ---------------- | ------------------------------------ | ----------------------------------- | ------- | --------- |
| Lauitor          | Lauterbrunnen al Eggishorn           | Neu                                 | 3,700 m | 12,140 ft |
| Mönchjoch        | Grindelwald al Eggishorn             | Neu                                 | 3,560 m | 11,680 ft |
| Jungfraujoch     | Wengernalp al Eggishorn              | Neu                                 | 3,470 m | 11,385 ft |
| Strahlegg        | Grindelwald al Grimsel Pass          | Neu                                 | 3,351 m | 10,995 ft |
| Grünhornlücke    | Gelera d'Aletsch al Fiescher Glacier | Neu                                 | 3,305 m | 10,844 ft |
| Oberaarjoch      | Grimsel al Eggishorn                 | Neu                                 | 3,233 m | 10,607 ft |
| Gauli            | Grimsel a Meiringen                  | Neu                                 | 3,206 m | 10,519 ft |
| Petersgrat       | Lauterbrunnen al Lötschental         | Neu                                 | 3,205 m | 10,516 ft |
| Lötschenlücke    | Lötschental al Eggishorn             | Neu                                 | 3,204 m | 10,512 ft |
| Lauteraarsattel  | Grindelwald a Grimsel                | Neu                                 | 3,156 m | 10,355 ft |
| Beichgrat        | Lötschental a Belalp                 | Neu                                 | 3,136 m | 10,289 ft |
| Lammernjoch      | Lenk a Gemmi                         | Neu                                 | 3,132 m | 10,276 ft |
| Triftlimmi       | Glacera del Roine al Gadmental       | Neu                                 | 3,109 m | 10,200 ft |
| Sustenlimmi      | Stein Alp a Göschenen                | Neu                                 | 3,103 m | 10,181 ft |
| Gamchilucke      | Kiental a Lauterbrunnen              | Neu                                 | 2,833 m | 9,295 ft  |
| Tschiugel        | Lauterbrunnen a Kandersteg           | Neu                                 | 2,824 m | 9,265 ft  |
| Hohtürli         | Kandersteg al Kiental                | Camí                                | 2,707 m | 8,882 ft  |
| Lötschen         | Kandersteg al Lötschental            | Neu                                 | 2,695 m | 8,842 ft  |
| Sefinenfurgge    | Lauterbrunnen al Kiental             | Camí                                | 2,616 m | 8,583 ft  |
| Wendenjoch       | Engelberg al Gadmental               | Neu                                 | 2,604 m | 8,544 ft  |
| Furtwangsattel   | Guttannen al Gadmental               | Camí                                | 2,558 m | 8,393 ft  |
| Furka            | Rhône Glacier a Andermatt            | Pista                               | 2,436 m | 7,992 ft  |
| Rawil            | Sion a Lenk im Simmental             | Camí de ferradura                   | 2,415 m | 7,924 ft  |
| Gemmi            | Kandersteg a Leukerbad               | Camí de ferradura                   | 2,329 m | 7,641 ft  |
| Surenen          | Engelberg a Altdorf                  | Camí                                | 2,305 m | 7,563 ft  |
| Susten           | Meiringen a Wassen                   | Pista                               | 2,262 m | 7,422 ft  |
| Sanetsch         | Sion a Saanen                        | Camí de ferradura                   | 2,234 m | 7,331 ft  |
| Joch             | Meiringen a Engelberg                | Camí de ferradura                   | 2,215 m | 7,267 ft  |
| Grimsel          | Meiringen a la Glacera del Roine     | Pista                               | 2,164 m | 7,100 ft  |
| Kleine Scheidegg | Grindelwald a Lauterbrunnen          | Pista, ferrocarril                  | 2,064 m | 6,772 ft  |
| Cheville         | Sion a Bex                           | Camí de ferradura                   | 2,049 m | 6,723 ft  |
| Grosse Scheidegg | Grindelwald a Meiringen              | Camí de ferradura                   | 1,967 m | 6,454 ft  |
| Jaman            | Montreux a Montbovon                 | Camí de ferradura, túnel ferroviari | 1,516 m | 4,974 ft  |
| Brünig           | Meiringen a Lucerne                  | Carretera, ferrocarril              | 1,035 m | 3,396 ft  |